# Афонские подворья (Константинополь)
Афо́нские подво́рья в Константинополе — подворья афонского Пантелеимонова монастыря, служившие местом для постоя в Константинополе русских паломников на Святую Гору. Как и прочие афонские подворья, были связующим звеном между Святой Горой и столицей Российской империи Санкт-Петербургом.

## Константинопольские Афонские подворья. История.
Расположены недалеко от пристани в стамбульском квартале Каракёй (тур. Karaköy, исторически известный как Галата) в илче Бейоглу: Андреевское, Ильинское и Пантелеймоновское, выполняли функцию гостиниц, где несколько дней отдыхали паломники после путешествия морем. Небольшие церкви, были размещены на верхних этажах; небольшие купола с крестами на крышах зданий позволяют определить местонахождение этих монастырских представительств.
Шестиэтажное здание (странноприимница) подворья Пантелеймоновского монастыря было возведено в 1873 году под руководством иеромонаха Паисия (Балабанова), с храмом великомученика Пантелеимона на верхнем этаже (освящен в 1879 году). В том же году была освящена Ильинская церковь на верхнем этаже здания подворья Ильинского скита. Многоэтажное здание подворья Андреевского скита было построено в 1888—1890 годы, с храмом Казанской иконы Божией Матери.  В храмах подворьях совершались ежедневные богослужения для паломников из России, отправлявшихся на Афон и в Святую землю.
С началом Первой мировой войны (июль 1914 г.) все подворские храмы были закрыты,  здания заняты под казармы и склад, а некоторые монахи интернированы или высланы из Константинополя. После поражения осенью 1918 года Османской империи и оккупации Константинополя, благодаря усилиям прибывшего из Одессы иеромонаха  Питирима (Ладыгина), 16 ноября 1918 года все подворья официально были возвращены русским монахам. В подворских зданиях до начала 1920 года разместилось нескольких тысяч российских военнопленных.
В 1923–1925 гг. правительство СССР, бывшее в дружеских отношениях с новым кемалистским правительством Турции, пыталось овладеть подворьями, но, так как они находились в юрисдикции Вселенского Патриарха и никогда не принадлежали российскому государству, успеха не добилось.
В конце 1929 года турецкие власти реквизировали все 3 подворья и опечатали их храмы. В 1934 г. суд принял решение вернуть русским монахам здания, и богослужения возобновились.
В 1939 году была образована приходская община при Пантелеймоновской церкви, а в 1943 году — при Андреевском храме.
В 1950 году при Андреевском подворьебыло создано «Русское благотворительное общество помощи бедным прихожанам святого Пантелеимона, святого Андрея, святого Ильи православных церквей» (PAE).
В 1960-х гг. Пантелеймоновская церковь была фактически закрыта, службы совершались лишь изредка; управление зданиями всех подворий было передано РАЕ. Ильинское подворье (в 1932—1955 — настоятель Архимандрит Серафим (Палайда)) до закрытия в 1972 году находилось в ведении Русской Зарубежной Церкви (с 2007 года часть РПЦ).
В 1995 году деятельность Пантелеимоновского подворья был возобновлена.
В настоящее время богослужения по воскресеньям и праздничным дням совершаются только в храме бывшего подворья Андреевского скита и в Пантелеимоновском подворье (9 августа — память целителя Пантелеимона).

## Свидетельства современников
Вятский священник, впоследствии самарский архиепископ и священномученик Александр (Трапицын) летом 1894 года совершил паломничество на Афон. В своем паломническом очерке, опубликованном в «Вятских епархиальных ведомостях» он писал:

Пройдя по двум-трем узким и переполненным собаками переулкам, мы дошли до Ильинского подворья. Все русские афонские подворья — Ильинское, Пантелеимоновское и Андреевское — расположены в Галате, в близком соседстве одно с другим. Подворья построены специально для русских поклонников, отправляющихся в Святую Землю и на Афон, и составляют великое благо для них: под кровлей подворий русский паломник находит мирный уголок России и после шума и гама и всего, что он видит и слышит на улицах турецкой столицы, ему приятно здесь отдохнуть. Дома подворий довольно обширные, в несколько этажей и выстроены скорее в европейском, чем азиатском вкусе. При каждом подворье имеется церковь, где богомольцы ежедневно могут слушать богослужение на родном языке. Комнаты для паломников светлы и опрятны; нет в них излишних затей, но есть все необходимое; комнаты имеются и общие, и отдельные. Пища в подворьях предлагается одинаковая с братской; определенной платы за неё не назначается, а каждый платит по своим средствам.

Под вечер отец Корнилий и Елена принимали паломников у себя на шестом этаже в Свято-Пантелеимоновом храме. Церковь маленькая, но со своим куполом, который несколько странно смотрелся с улицы над обычным старым домом. Надо сказать, что по соседству на зданиях той же высоты были ещё два купола с крестами. Поверхность куполов византийского типа выкрашена одинаковой ярко-зелёной краской. Это почти впритык расположились ещё два Афонских подворья: Ильинское и Андреевское, уже не принадлежащие русским. В храме святого великомученика Пантелеймона чисто, всё на своих местах. Впечатление такое, будто ничего не изменилось с момента, когда в 50-х годах прошлого столетия подворье было оставлено монахами на произвол судьбы из-за недостатка братии на самом Афоне— Русские в Царьграде. Игумен Алипий (Светличный). Журнал "Православный Паломник". №3 (16) 2004 г.
.

## Адреса Афонских подворий в Стамбуле
В Стамбуле есть три исторически русских подворья, расположенных вблизи друг от друга в микрорайоне Каракёй (Галата); из них открыты 2, которые ныне находятся в церковной юрисдикции Вселенского патриархата:
- Подворье Пантелеимонова на Афоне монастыря. Адрес: 34425, Hoca Tahsin Sok. No: 19 Karaköy, Beyoğlu, İstanbul. Телефон: (0212) 244-12-06. Находится недалеко от Галатского моста через Золотой Рог. В церкви на 6-м этаже паломнического корпуса находится список с чудотворной иконы Владимирской Божией Матери. Сохраняет статус монастырского подворья, богослужение на церковнославянском языке.
- Андреевское подворье (бывшее). Адрес: Mumhane Cad. No:39 Karaköy, Beyoğlu, İstanbul. Считается подворьем монастыря Ватопед[6], функционирует как приход, посещаемый преимущественно русскоязычными жителями Стамбула. Открыт по субботам и воскресеньям.
- Ильинское подворье. Адрес: Karanlik Firin Sok. No:3. Закрыто.